# 누름적
누름적(--炙) 또는 황적(黃炙)은 고기나 도라지 등을 꼬챙이에 꿴 뒤 달걀물을 씌워 번철이나 프라이팬 등에 지진 음식이다.

## 종류
- 가지누름적: 데친 가지를 잘게 쪼개서 달걀물을 씌워 지진 누름적이다.
- 당근누름적: 길쭉하게 썬 당근을 간장, 참기름, 후춧가루에 버무린 뒤, 꼬챙이에 꿰어 밀가루를 묻히고 달걀물을 씌워 지진 누름적이다.
- 더덕누름적: 더덕을 물에 불려 껍질을 벗기고 잘게 쪼갠 뒤 양념하여 만든 누름적이다.
- 두릅적: 두릅을 데쳐 세로로 쪼개어 양념을 한 것과 다진 쇠고기를 번갈아 꼬챙이에 꿰어 밀가루를 묻히고 달걀물을 씌워 번철이나 프라이팬 따위에 지진 적이다.
- 반적: 당근, 고사리, 쇠고기 등을 꼬챙이에 번갈아 꿰어서 멥쌀가루 반죽을 묻혀 찐 다음, 다시 달걀물을 씌워 부친 음식이다.
- 박누름적: 박을 썰어 데쳐서 양념에 재운 다음, 쇠고기, 느타리와 함께 꼬챙이에 꿰어서 달걀물을 씌워 번철이나 프라이팬 따위에 지진 누름적이다.
- 버섯누름적: 마른 버섯을 물에 불려 꼬챙이에 꿰어 만든 누름적이다.
- 사슬누름적: 꼬챙이에 꿰지 않고 만든 누름적이다.
- 송이누름적: 송이를 세로로 썰어 양념에 버무린 뒤 꼬챙이에 꿰어 녹말을 묻히고 달걀물을 씌워 지진 적이다.
- 파누름적: 데친 대파를 간장과 후춧가루에 버무린 뒤 꼬챙이에 꿰어서 밀가루를 묻히고 달걀물을 씌워 지진 적이다.
- 풋고추누름적: 씨를 발라낸 풋고추를 간장과 기름에 버무리고 꼬챙이에 꿰어서 밀가루를 묻히고 달걀물을 씌워 지진 누름적이다.
- 참죽순적: 참죽나무의 어린잎을 데쳐서 찬물에 헹구고 꼭 짠 다음에, 소금, 기름, 후춧가루를 치고 버무려 꼬챙이에 어긋매껴 꿰고 밀가루를 묻히고 달걀물을 씌워 기름에 지진 적이다.

## 같이 보기
- 누르미
- 전